# Puchar Ameryki Północnej w narciarstwie dowolnym 2020/2021
Puchar Ameryki Północnej w narciarstwie dowolnym w sezonie 2020/2021 – cykl zawodów w narciarstwie dowolnym, który rozpoczął się 5 stycznia 2021 roku w amerykańskim Utah Olympic Park, a zakończy 23 kwietnia 2021 roku w ośrodku narciarskim Sunshine Village w Kanadzie.

## Konkurencje
- AE = skoki akrobatyczne
- MO = jazda po muldach
- DM = jazda po muldach podwójnych
- SX = skicross
- SS = slopestyle
- HP = halfpipe
- BA = big air

## Kalendarz i wyniki Pucharu Ameryki Północnej

### Mężczyźni
| Lp. | Data             | Miejscowość       | Konkurencja | 1. Miejsce           | 2. Miejsce      | 3. Miejsce     |
| --- | ---------------- | ----------------- | ----------- | -------------------- | --------------- | -------------- |
| 1.  | 5 stycznia 2021  | Utah Olympic Park | AE          | Derek Krueger        | Quinn Dehlinger | Nicholas Novak |
| 2.  | 6 stycznia 2021  | Utah Olympic Park | AE          | Justin Schoenefeld   | Quinn Dehlinger | Derek Krueger  |
| 3.  | 26 stycznia 2021 | Calgary           | HP          | Odwołano             | Odwołano        | Odwołano       |
| 4.  | 27 stycznia 2021 | Calgary           | SS          | Odwołano             | Odwołano        | Odwołano       |
| 5.  | 28 stycznia 2021 | Calgary           | BA          | Odwołano             | Odwołano        | Odwołano       |
| 6.  | 9 lutego 2021    | Mammoth Mountain  | SS          | Odwołano             | Odwołano        | Odwołano       |
| 7.  | 11 lutego 2021   | Mammoth Mountain  | HP          | Odwołano             | Odwołano        | Odwołano       |
| 8.  | 12 lutego 2021   | Mammoth Mountain  | HP          | Odwołano             | Odwołano        | Odwołano       |
| 9.  | 13 lutego 2021   | Utah Olympic Park | AE          | Emilie Nadeau        | Quinn Dehlinger | Anthony Noel   |
| 10. | 14 lutego 2021   | Utah Olympic Park | AE          | Szerzod Chaszyrbajew | Emilie Nadeau   | Derek Krueger  |
| 11. | 25 lutego 2021   | Waterville Valley | MO          | Odwołano             | Odwołano        | Odwołano       |
| 12. | 26 lutego 2021   | Waterville Valley | DM          | Odwołano             | Odwołano        | Odwołano       |
| 13. | 22 kwietnia 2021 | Sunshine Village  | SX          |                      |                 |                |
| 14. | 23 kwietnia 2021 | Sunshine Village  | SX          |                      |                 |                |

### Kobiety
| Lp. | Data             | Miejscowość       | Konkurencja | 1. Miejsce            | 2. Miejsce      | 3. Miejsce             |
| --- | ---------------- | ----------------- | ----------- | --------------------- | --------------- | ---------------------- |
| 1.  | 5 stycznia 2021  | Utah Olympic Park | AE          | Megan Smallhouse      | Kaila Kuhn      | Tasia Tanner           |
| 2.  | 6 stycznia 2021  | Utah Olympic Park | AE          | Megan Nick            | Kaila Kuhn      | Megan Smallhouse       |
| 3.  | 26 stycznia 2021 | Calgary           | HP          | Odwołano              | Odwołano        | Odwołano               |
| 4.  | 27 stycznia 2021 | Calgary           | SS          | Odwołano              | Odwołano        | Odwołano               |
| 5.  | 28 stycznia 2021 | Calgary           | BA          | Odwołano              | Odwołano        | Odwołano               |
| 6.  | 9 lutego 2021    | Mammoth Mountain  | SS          | Odwołano              | Odwołano        | Odwołano               |
| 7.  | 11 lutego 2021   | Mammoth Mountain  | HP          | Odwołano              | Odwołano        | Odwołano               |
| 8.  | 12 lutego 2021   | Mammoth Mountain  | HP          | Odwołano              | Odwołano        | Odwołano               |
| 9.  | 13 lutego 2021   | Utah Olympic Park | AE          | Żanbota Ałdabergenowa | Tasia Tanner    | Justine Ally           |
| 10. | 14 lutego 2021   | Utah Olympic Park | AE          | Madison Varmette      | Karenna Elliott | Naomy Boudreau-Guertin |
| 11. | 25 lutego 2021   | Waterville Valley | MO          | Odwołano              | Odwołano        | Odwołano               |
| 12. | 26 lutego 2021   | Waterville Valley | DM          | Odwołano              | Odwołano        | Odwołano               |
| 13. | 22 kwietnia 2021 | Sunshine Village  | SX          |                       |                 |                        |
| 14. | 23 kwietnia 2021 | Sunshine Village  | SX          |                       |                 |                        |